# Jacob van Huysum

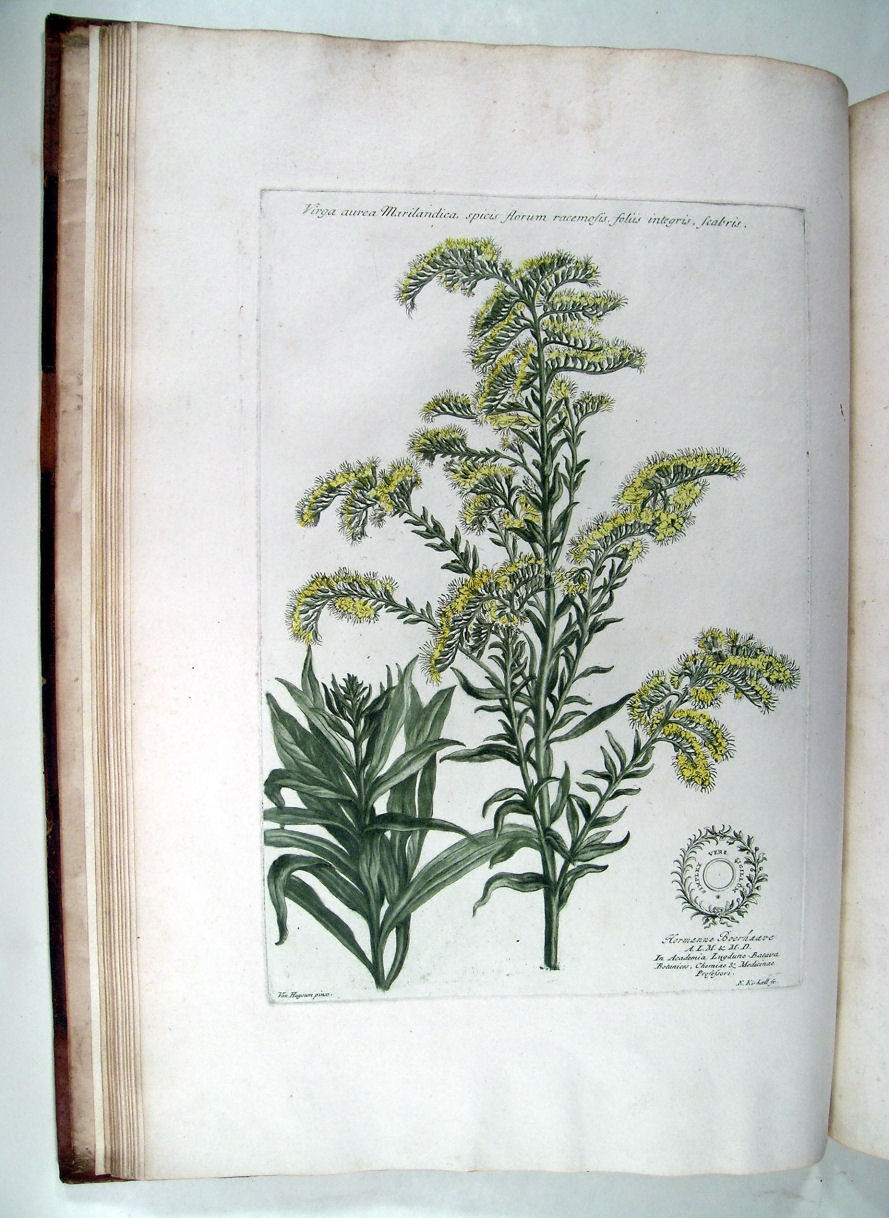
Solidago virga-aurea L.Historia Plantarum Rariorum

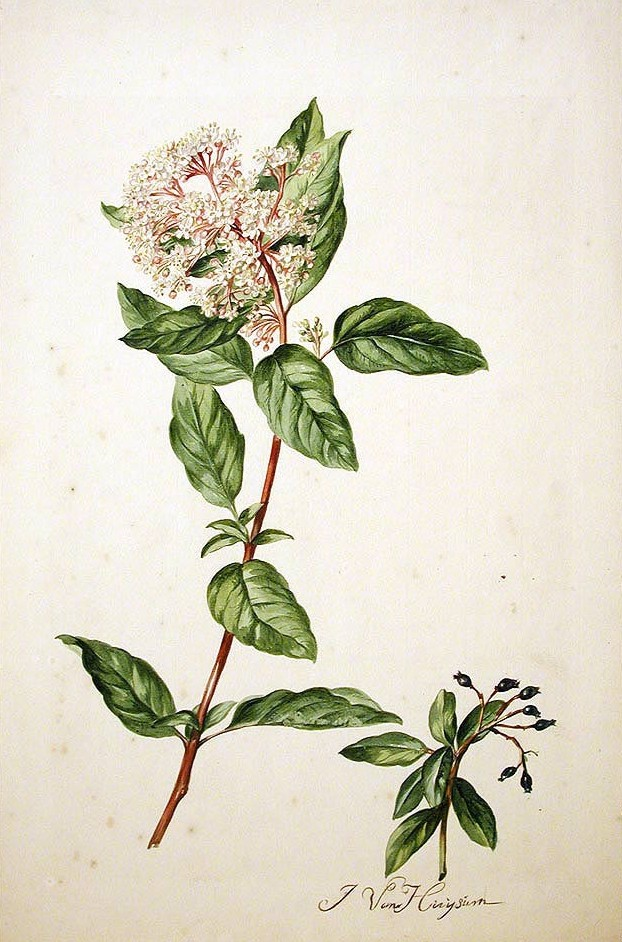
Viburnum tinus L.Catalogus Plantarum

Jacob van Huysum (ca. 1687 Ámsterdam - 1740 Londres) fue un artista botánico neerlandés.
Con su padre Justus van Huysum (1659–1716), y su hermano Jan van Huysum (1682–1749) fueron celebrados pintores de flores. Su manera de pintar era muy parecida a la de su hermano. Su acercamiento a la ilustración botánica, logró preservar al mismo tiempo la precisión botánica, y capturando un aspecto muy pictórico del tema. Esto contrastaba con el modo exacto y meticuloso de Georg Dionysius Ehret, su contemporáneo colega.
Jacob llegó a Inglaterra alrededor de 1721 y vivió un tiempo en casa de su mecenas, el señor Lockyear de South Sea House. Luego, gozó del mecenazgo de Sir Robert Walpole, con el que entabló amistad y le encargó que pintara obras decorativas para su casa en Houghton (Norfolk). Aún más importante, fue el autor de la mayoría de las 50 ilustraciones para Historia Plantarum Rariorum, de John Martyn  (Londres: 1728-38) y todos los dibujos para Catalogus Plantarum, un índice de árboles, arbustos, plantas y flores (Londres, 1730).
Historia Plantarum Rariorum representaba las plantas del Jardín Medicinal de Chelsea y el Jardín Botánico de Cambridge. Estas plantas provenían del cabo de Buena Esperanza, América del Norte, las Antillas y México. Elisha Kirkall publicó los grabados mezzotintos. Cada lámina estaba dedicada a un mecenas y mostraba un escudo o monograma grabado. Además de van Huysum, otros artistas fueron Willam Houstoun, Massey, G. Sartorys y R. Sartorius. La obra se publicó en cinco fascículos de diez láminas cada una y se vendía por suscripción. La aventura no tuvo un éxito económico y dejó de publicarse en 1737.

## Véase también

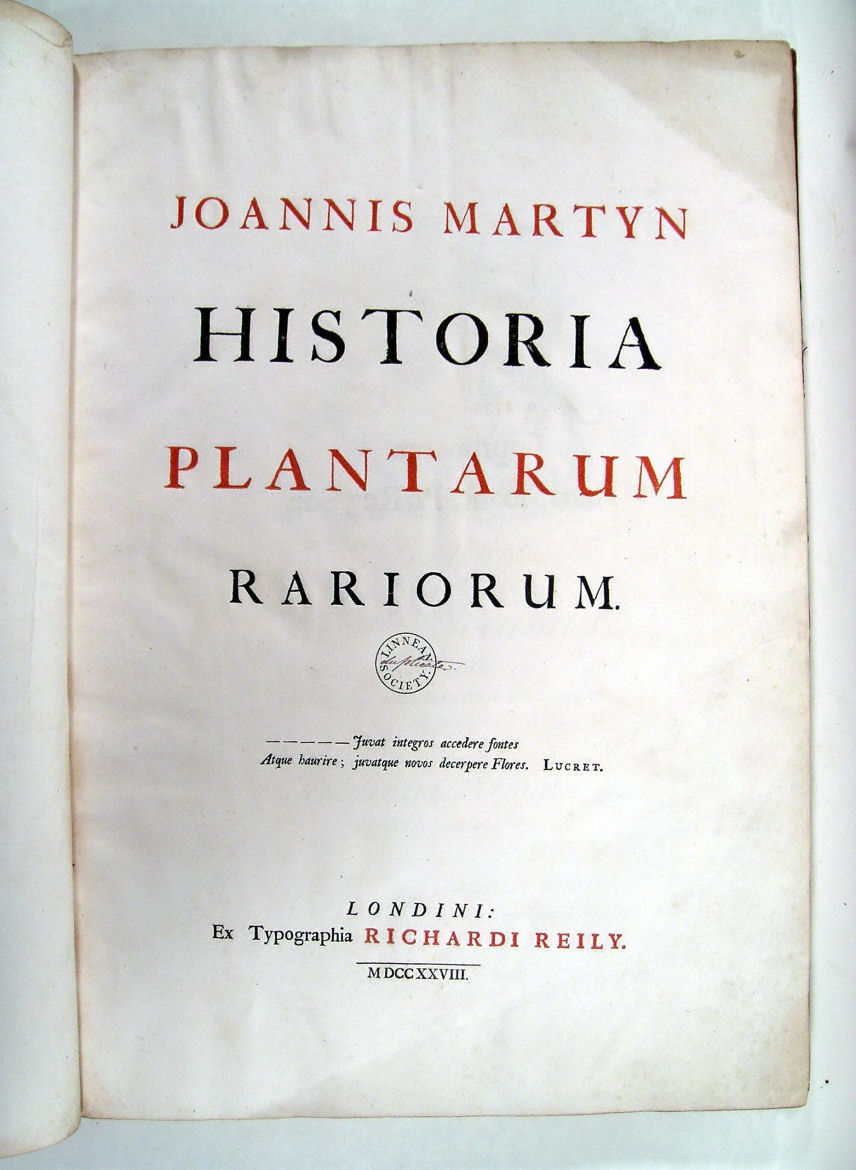
Historia Plantarum Rariorum